# Jourdanplein

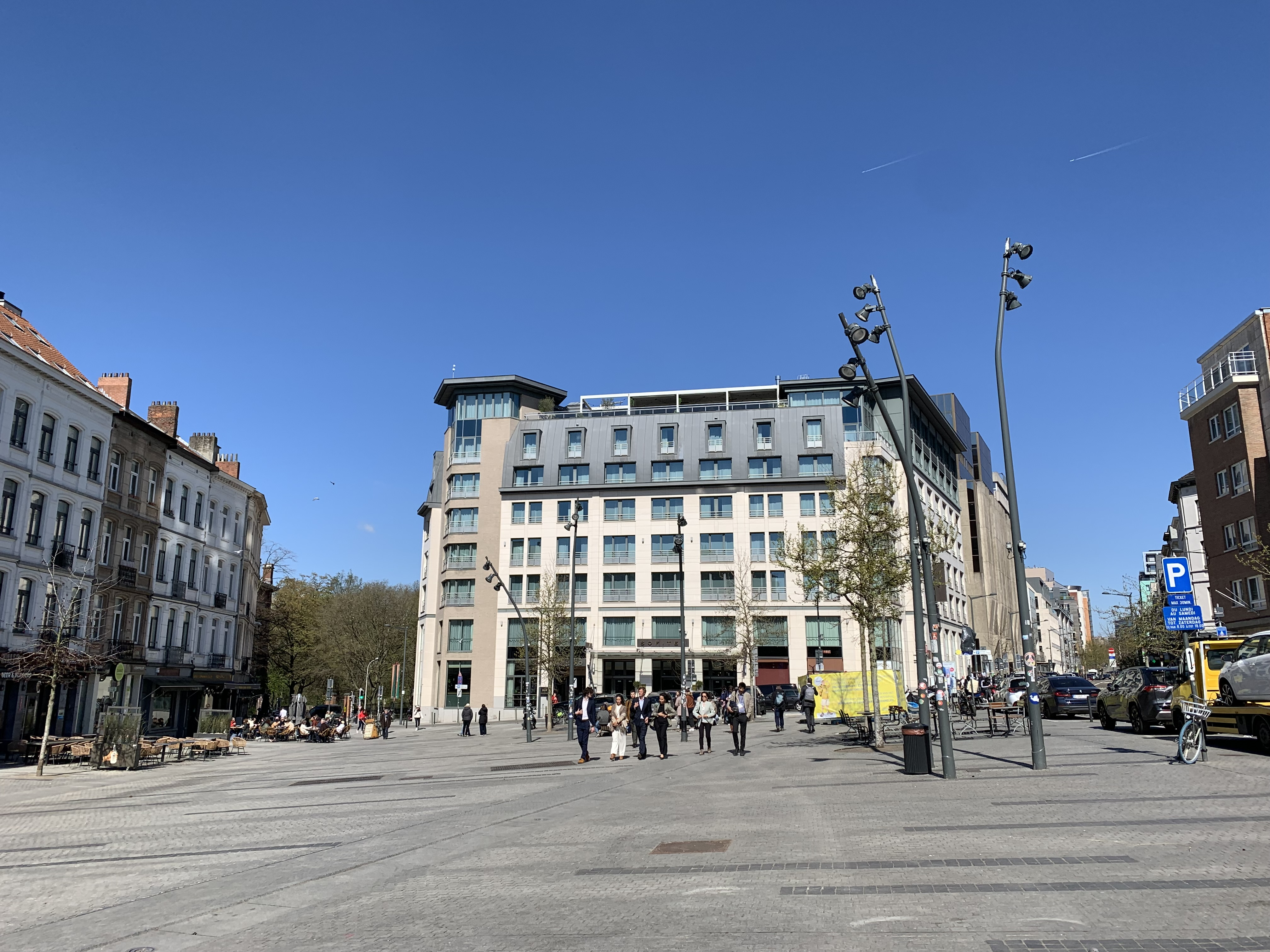
Het Jourdanplein na de heraanleg van 2019

Het Jourdanplein (Frans: Place Jourdan) is een trapeziumvormig plein in de gemeente Etterbeek gelegen aan de rand van de Europese wijk, het Leopoldpark en de Waverse steenweg.
De Froissartstraat, de Hoornstraat, de Generaal Lemanstraat, de Sint-Pieterssteenweg, de Waverse steenweg, de Graystraat komen op het plein uit. In de middeleeuwen zou er zich al een groot kruispunt hebben bevonden. Pas in 1871 werd de driehoekige oppervlakte een echt plein. In 1890 werd het plein verbouwd en in 1897 werd de westzijde van het plein verbreed. In 2018-2019 werd het gedeeltelijk verkeersvrij gemaakt.
Het plein is genoemd naar dokter Jean-Baptiste Jourdan (1803-1878), een vastgoedontwikkelaar en weldoener die de gasthuizen van Koekelberg, Sint-Gillis en Etterbeek financieel steunde.